# Feurich Klavier- und Flügelfabrikation
Feurich ist ein Klavierbauunternehmen, das 1851 in Leipzig, Sachsen, gegründet wurde und dort bis 1948 Flügel und Klaviere herstellte. Heute werden Instrumente der Marke Feurich in der Klavierfabrik Hailun in China sowie seit 2016 in Wien hergestellt und von der Feurich Pianoforte GmbH in Wien entwickelt und weltweit vertrieben.

Altes Logo von Feurich

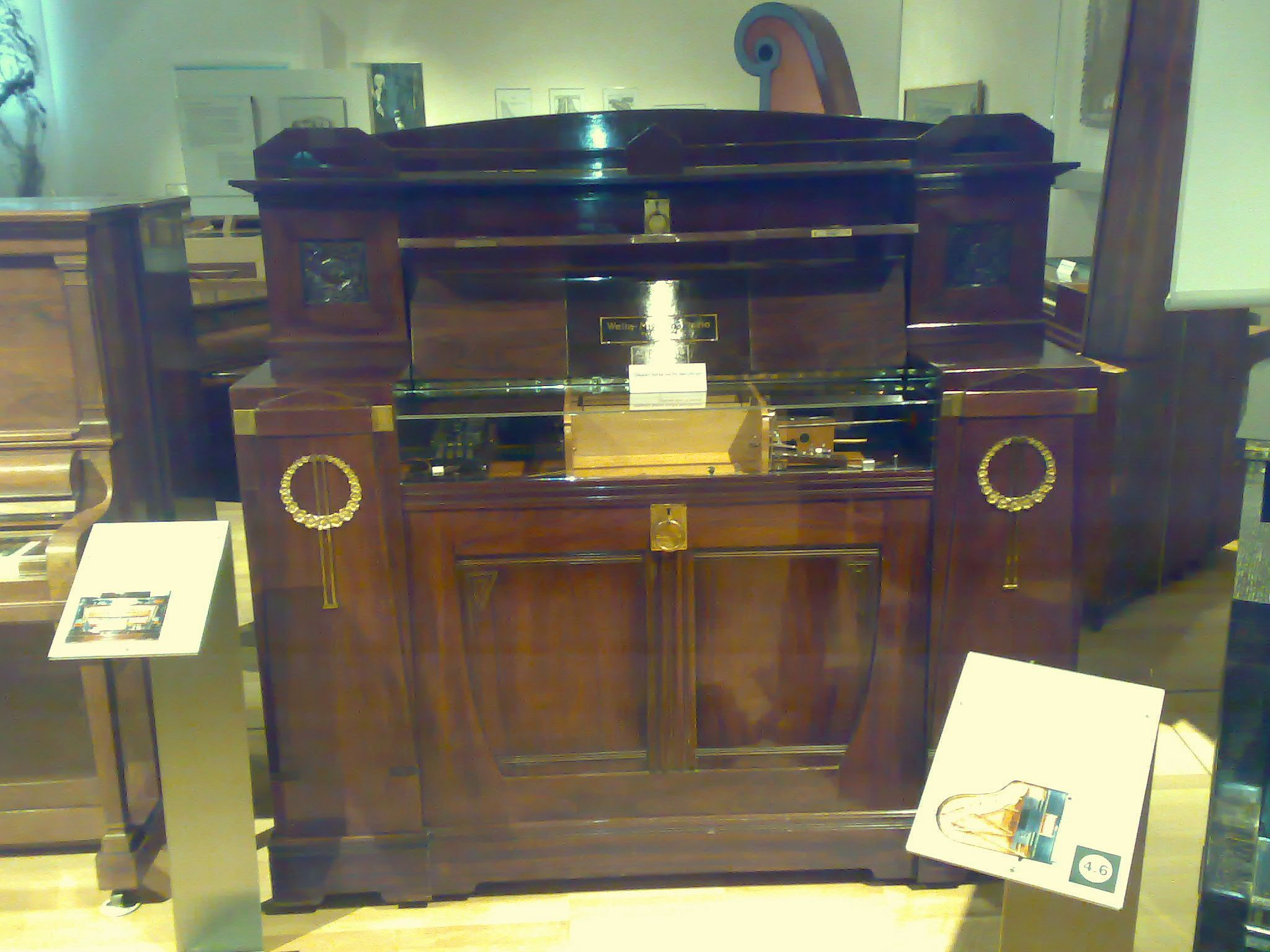
Welte-Mignon-Kabinett mit Feurich-Klaviereinbau

## Die Marke
Feurich ist eine Klavierbaufamilie und Klaviermarke mit historischen Wurzeln in Leipzig. Seit 2010 befindet sich die Unternehmenszentrale in Wien.
Der Gründer-Urenkel, Julius Feurich in Gunzenhausen, ist in die Markenrechte Feurich sowie in die Produktion von Feurich-Instrumenten seit Anfang 2012 nicht mehr involviert.
Laut österreichischem Patentamt liegen die Rechte der Marke Feurich Pianos seit 11. Oktober 2012 bei Feurich Pianoforte in Wien.

## Unternehmensgeschichte
Leipzig war neben Paris, London, Wien eine der wichtigsten Städte der europäischen Musikkultur. Hier gründete 1851 Julius Gustav Feurich (1821–1900) die Pianofortefabrik Feurich.
Um 1860 waren bereits über 400 Instrumente gefertigt und verkauft. Es folgten in den Jahren größere und modernere Fabrikgebäude und immer größere Stückzahlen. Um die Jahrhundertwende waren fast 14.000 Pianinos und Flügel gefertigt. Neben Feurich waren in Leipzig die Klavierhersteller Blüthner, Schimmel, Gebr. Zimmermann, Hupfeld sowie verwandte Industrie angesiedelt. Julius Gustav Feurich und Hermann Heinrich Feurich bekamen im Königreich Sachsen das Hofprädikat Königlich Sächsischer Hoflieferant.
Es folgten die Jahre der Reproduktionsinstrumente. Feurich arbeitete mit vielen sehr erfolgreichen Unternehmen dieses Gewerbes zusammen. Eine enge Freundschaft verband ihn mit Hugo Popper, einem Hersteller von mechanischen Musikinstrumenten. Die Selbstspielsysteme Welte-Mignon von M. Welte & Söhne, Phonola von Hupfeld, aber auch Duca von Phillips, wurden eingebaut.
Der Erste Weltkrieg brachte schwere Rückschläge, so wurden statt Klavieren zunehmend Verpackungsbehälter für diverse Kriegsgüter gefertigt. Bis 1919 wurden über 34.000 Pianinos und Flügel gebaut.

### Zwischen den Kriegen
Während der Inflationszeit, als die Menschen das Geld sofort in Sachwerte umtauschten, lief die Produktion auf vollen Touren; später, während der Weltwirtschaftskrise, als die Menschen ihr Geld für lebensnotwendige Dinge ausgeben mussten, sank die Produktion auf einen Bruchteil davon herab. Feurich erzeugte in dieser Zeit zudem Gehäuse für Radioapparate.
Im Zweiten Weltkrieg musste wieder auf die Produktion „kriegswichtiger“ Dinge – Verpackungskisten für optische Geräte und Flakscheinwerfer – übergegangen werden. 1943 wurde das Fabrikgebäude zerbombt, die Fertigungsanlagen, sämtliche geschichtlich für das Unternehmen relevanten Ausstellungsstücke, sonstigen Unterlagen und Modelle für die Konstruktionen waren verloren. Vorübergehend konnte die Fabrikation in der Harmoniumfabrik Theodor Mannborg fortgeführt werden.

### Nachkriegszeit
Nach dem Krieg wurden zunächst Reparaturen durchgeführt, erst 1950 verließen wieder neue Instrumente die Fabrik. Julius Feurich jun. floh 1951 nach Westdeutschland, wo er Aufnahme bei der Klavierfabrik Euterpe in Mittelfranken fand, deren Teilhaber er wurde. Dort wurden Klaviere der Marke Feurich erzeugt. Staatsstellen der DDR machten Julius Feurich sen., der die Unternehmensleitung in Leipzig hatte, Schwierigkeiten bei der Fortsetzung des Betriebes in Langlau. 1958 wurde ihm nahegelegt, den Betrieb verstaatlichen zu lassen. Darauf flohen die in der DDR verbliebenen Mitglieder der Familie Feurich ebenfalls in den Westen. 1959 wurde das Unternehmen Julius Feurich Pianofortefabrik GmbH im Westen neu gegründet.

### Um die Jahrtausendwende
Mit dem Aufkommen der japanischen Klavierfabriken Yamaha und Kawai wurde es für die deutschen Klavierhersteller zunehmend schwieriger, die Stückzahlen zu halten. 1991 wurde das Unternehmen Euterpe – und damit ein Teil von Feurich – von der Unternehmensgruppe Bechstein übernommen. Die Instrumente wurden vorerst in Berlin erzeugt. Der Geschäftsführer von Feurich, Julius Matthias Feurich, war nicht glücklich, dass der Unternehmensname der Firma Feurich nur mehr eine untergeordnete Rolle spielen sollte, daher kaufte er 1993 die dem Unternehmen Bechstein gehörenden Anteile von Feurich aus dem Bechstein-Verbund heraus.
1994 stellte Feurich nach drei Jahren Pause wieder auf einem eigenen Stand auf der Musikmesse_Frankfurt aus. Diese Instrumente wurden zunächst bei Rönisch in Leipzig gefertigt, bis das eigene Unternehmensgebäude in Gunzenhausen in der Nähe von Nürnberg fertiggestellt war, wo von 1999 bis 2009 alle Feurich-Klaviere und -Flügel in Handarbeit durch qualifizierte Klavierbauer gefertigt wurden.
Bis 1998 erzeugte das Unternehmen Feurich 76.210 Instrumente. Danach wurden vor allem zwei Piano-Modelle – die Baugrößen 118 cm und 123 cm – sowie zwei Flügel-Modelle – Baugrößen 172 cm und 227 cm – in kleinen Stückzahlen produziert.
2010 führte das Ehepaar Bittner Feurich mit dem im Jahr 2000 übernommenen Wiener Klavierbauunternehmen Wendl & Lung zum Unternehmen Feurich Pianoforte Wendl & Lung GmbH zusammen. 2012 erfolgte die Übernahme von Markenrechten und Unternehmen.
Aufgrund der wirtschaftlichen Entwicklung der Produktion in Gunzenhausen wurde Ende 2011 beschlossen, ab dem 1. Januar 2012 die Produktion einzustellen. Ab 2013 wurde von Feurich Pianoforte mit der Planung des neuen Feurich Pianos Mod. 123 – Vienna sowie des neuen Standortes in Wien begonnen. Produktionsstandorte von Feurich sind heute Wien und das Hailun-Werk in Ningbo/China.

## Heutige Situation

### Start der Produktion in Wien
Am 21. Juni 2016 startete die Produktion des Herzstücks des Feurich-Portfolios – das Feurich Mod. 123 – Vienna. In der Feurich Klaviermanufaktur im Zentrum von Wien wird seither das erste Feurich-Piano „Made in Austria“ gebaut.
2015 beginnt die Modernisierung und Überarbeitung sämtlicher Pianos und Flügel aus der Feurich-Ningbo-Produktion. Bessere Spielwerke ermöglichen ein hochsensibles Pianissimo, einen kontrollierten Anschlag und eine schnellere Repetition. Das Assembling wird grundlegend verbessert, Materialien optimiert und neue Flügel Modelle Mod. 162 – Dynamic I und Mod. 179 – Dynamic II entstehen.

### Technische Innovation
Nach dem Firmenmotto „Tradition & Innovation“ hat sich Feurich Vienna in den vergangenen Jahren zu einem der weltweit innovativsten Klavierbauer entwickelt. Innovationen von Feurich sind:
- High Speed Kamm Action: Diese Spielwerk-Mechanik ermöglicht eine extrem schnelle Repetition, wie man sie sonst nur von Konzertflügeln kennt. Sie lässt sich auch in Pianos anderer Hersteller nachträglich einbauen.
- Real Touch Silencer: Mit diesem System können Pianisten auch abends und nachts üben. Durch den Stummschaltmodus wird das Instrument komplett lautlos gestellt und der Klang ist nur über Kopfhörer zu hören.
- Pédale Harmonique: Dieses vierte Pedal bietet neue Möglichkeiten der Klanggestaltung und Interpretation.

## Produktions- und Verkaufsbücher
Im Sächsischen Staatsarchiv, Staatsarchiv Leipzig, sind die Produktions- und Verkaufsbücher der Fa. Feurich erhalten.

## Klavier- und Flügelmodelle
Es werden folgende Klavier- und Flügelmodelle produziert:
Klaviere aus österreichischer Produktion:
- Mod. 123 Vienna

Klaviere aus chinesischer Produktion:
- Mod. 115 Premiere
- Mod. 122 Universal
- Mod. 125 Design
- Mod. 133 Concert

Flügel aus chinesischer Produktion:
- Mod. 162 Dynamic I
- Mod. 179 Dynamic II
- Mod. 218 Concert I